# John Devine
Pour les articles homonymes, voir John Devine (homonymie) et Devine.
John Devine (né le 2 novembre 1985 à Dixon dans l'Illinois) est un coureur cycliste américain. 

## Biographie
Il fait ses débuts professionnels en 2007 au sein de l'équipe Discovery Channel puis est passé en 2008 dans l'équipe High Road. Après une saison en demi-teinte, il met un terme à sa carrière.

## Palmarès
- 2006
  - 3e du Tour de Tarragone
  - 3e de Romsée-Stavelot-Romsée
- 2007
  - Tour de Tarragone :
    - Classement général
    - 5ea étape (contre-la-montre)

  - Ronde de l'Isard :
    - Classement général
    - 2e étape